# ヌエストラ・セニョーラ・デル・ピラール聖堂

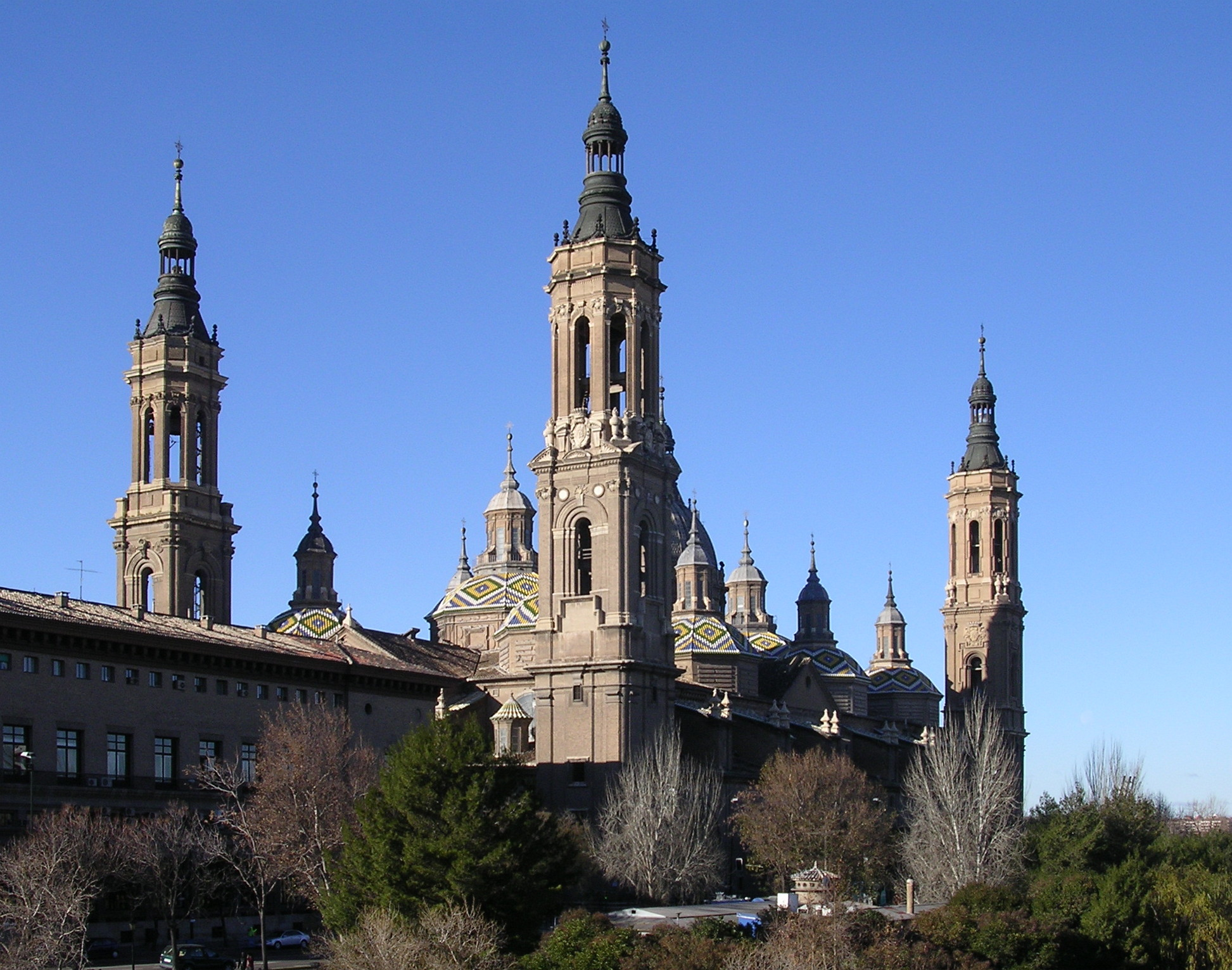
ヌエストラ・セニョーラ・デル・ピラール聖堂

ヌエストラ・セニョーラ・デル・ピラール聖堂 （スペイン語: Basílica de Nuestra Señora del Pilar de Zaragoza）は、スペイン・アラゴン州サラゴサ県サラゴサにあるカトリック教会の聖堂。「ピラールの聖母」（柱上の聖母）こと聖母マリアに献堂されている。ローマ教皇ヨハネ・パウロ2世によって「スペイン系の人々の母」と讃えられた。この聖堂は史上初めてマリアに捧げられた教会とみなされている。
地元の言い伝えによれば、この聖堂の歴史は、12使徒の一人でスペインにキリスト教をもたらしたヤコブの前にマリアが姿を現したという逸話に始まる。これは聖母の被昇天以前にマリアが出現した唯一の例として知られる。
多くのスペイン王や他国の支配者と聖人たちがこの『柱上のマリア』に奉献した。聖ヨハネ、聖テレサ、イグナチオ・ロヨラ、福者ギヨーム・シャミナードらが顕著な人物である。
ピラールはサラゴサ市内にある2つの小バシリカのうちの1つである。近隣にはサルバドール・デ・サラゴサ聖堂がある。ピラールはバロック様式で、現在の建物は1681年から1872年の間に建てられた。

## 歴史

### ピラールの出現
古くからの地元の言い伝えでは、キリストの磔と復活の後、ヤコブはスペインに福音書をもたらしたが、伝道に失敗し彼は意気消沈してしまった。言い伝えでは紀元40年1月2日、 彼がエブロ川の岸辺で深く祈りを捧げていると、神の母が彼の前に出現し、自分自身を模した小さな木像と碧玉の柱を与え、彼に教会を建てるよう命じた。:
| 「 | この地は私の家となる、この像と円柱はお前の建てる祭壇と建物の名前とするように。 | 」 |

### 最初の礼拝堂
出現から1年後、ヤコブはマリアを讃える小さな礼拝堂を建てる準備を整えた。最初の教会は処女マリアへ捧げられた。エルサレムへ戻った後、彼は44年頃にアグリッパ1世によって処刑され、12使徒で初めての信仰の殉教者となった。彼の弟子数名が彼の遺体を引き取り、スペインの最終的な埋葬地へ連れ帰った。
この最初の礼拝堂は、他のキリスト教建築物の多くと同様にすぐに壊された。しかしマリア像と円柱はサラゴサ市民が守って無傷のままであった。

### 発展

#### ロマネスク様式の教会
その後現在の聖堂の位置に多くの教会が建てられた。聖ヤコブの建てたちっぽけな礼拝堂はのちのコンスタンティヌス帝時代にバシリカに似た建築となった。その直後にロマネスク様式に建て替えられ、その後にゴシック様式、ムデハル様式に改築された。今も深く崇拝されるサラゴサの礼拝堂の多くは1118年、アルフォンソ1世によってキリスト教徒のレコンキスタが始まった時に作られたと推測される。教会は、ペドロ・デ・リブラナが司教職を勤めた期間にロマネスク様式で建てられた。彼は、サラゴサで聖母への感謝状の最も古い記載を残した人物として名を残した。このロマネスク様式の教会で今も残るのは、南壁のティンパヌム（アーチ下の半円壁）である。

#### ゴシック様式
1434年の火事でロマネスク様式の教会は損傷し、ムデハル＝ゴシック様式で再建が始まった。ゴシック様式の教会は15世紀に建てられた。今では聖歌隊席とダミアン・フォルメントが作った石膏の祭壇衝立を含む数カ所だけが無傷のままあるいは修復されて残っている。

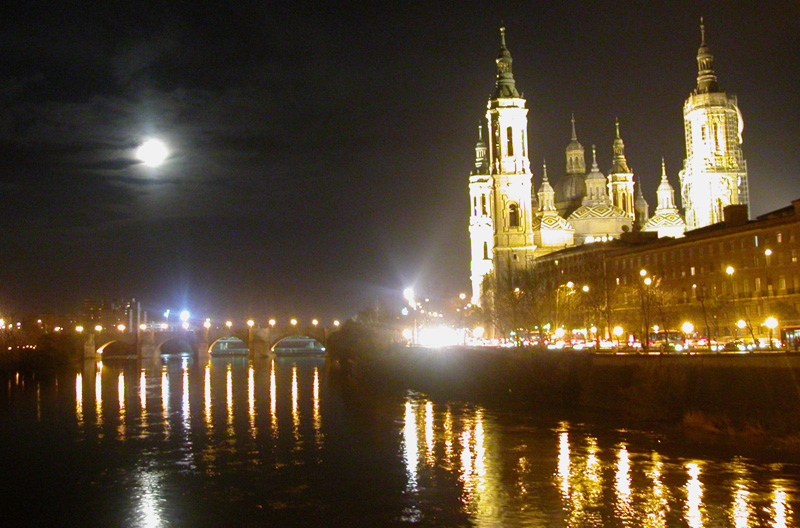
夜のバシリカ。

#### 現在の教会
現在の広々としたバロック様式の教会は、1681年にスペイン王カルロス2世により建設が始まり、1686年に完成した。建設当初はフェリペ・サンチェスが監督し、のちにドン・ファン・デ・アウストリアのもとで小フランシスコ・エレーラにより修正された。1725年、サラゴサのカビルド（協議会）が聖なる礼拝堂の外観変更を決め、建築家ベントゥラ・ロドリゲスに設計を依頼した。彼は聖堂を現在の高さ130メートル、幅67メートルの大きさに一変させ、11の小尖塔と4つの大塔を加えた。現在最も観光客が訪れる箇所は、ロドリゲスが1754年に建てた、聖母マリアの像を納めた礼拝堂のある礼拝堂東部分である。礼拝堂周囲は、フランシスコ・デ・ゴヤの描いたヴォールト（穹窿）やドームに囲まれている。1718年には聖堂は完全にヴォ−ルトで覆われたが、主ドームと最後の尖塔が完成しこれらのヴォールトの最終的な手入れが終わったのは1872年である。
1936年から1939年までのスペイン内戦の間、3つの爆弾が教会に落とされたが、どれも不発であった。

## 柱とマリア像
像は木製で高さ39センチであり、碧石の円柱に載っている。言い伝えによるとアグレダのマリアに対し出現した聖母は、夜中に天使たちの手で雲に乗ってサラゴサに運ばれたという。天使たちは旅の間に、大理石で柱と聖母のミニチュア像を建てたという。聖母はヤコブに預言を伝え、自分が出現した地に教会を建てるよう頼んだ。柱と像は、祭壇衝立の一部となっている。1905年、聖母像にグリニ侯がデザインした冠が被せられた。冠は45万ペセタ（1910年当時18,750ポンド）もの値打ちがあった。

## バシリカのレイアウト

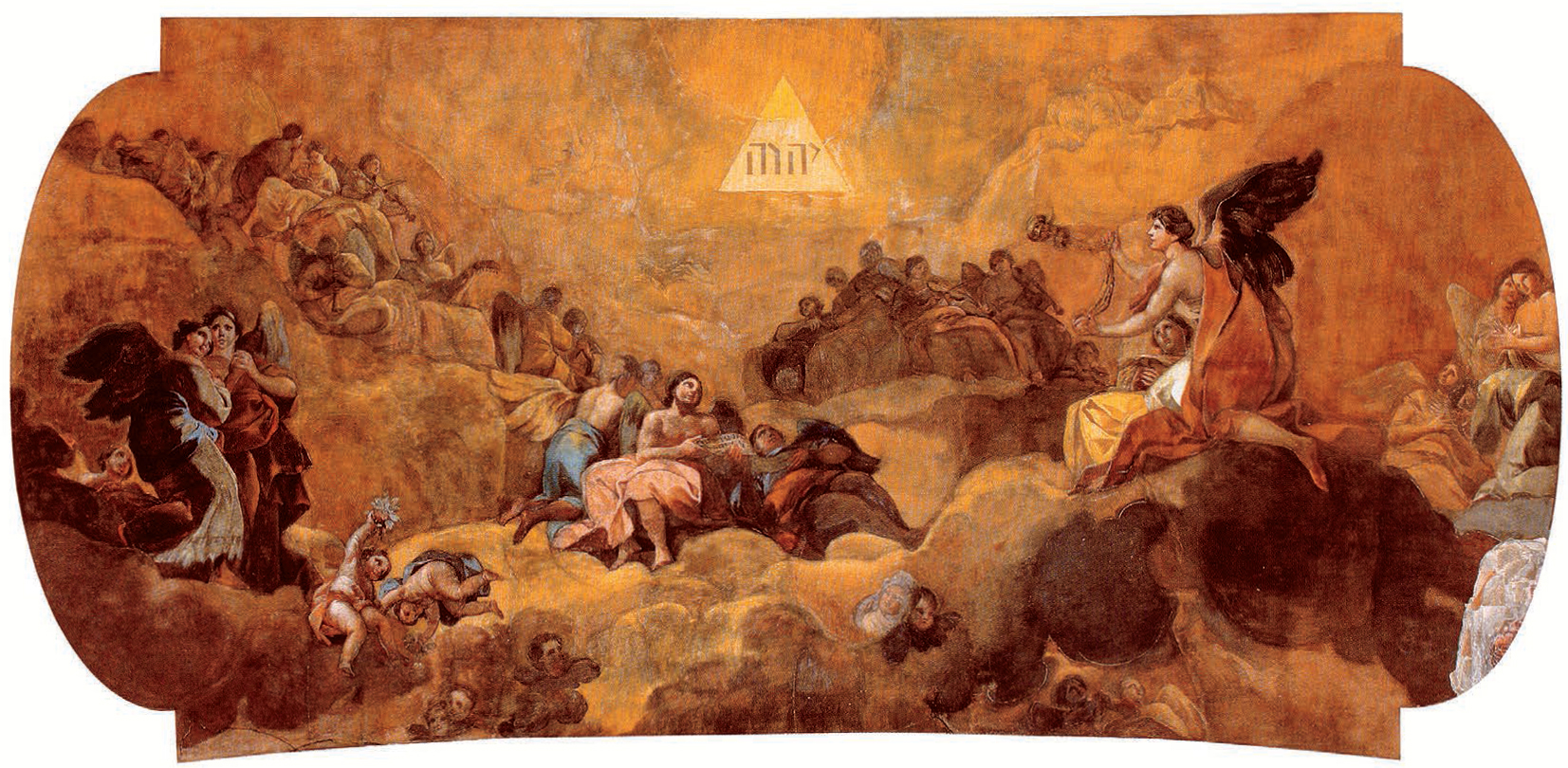
ゴヤによる天井画『神の御名の礼拝』。

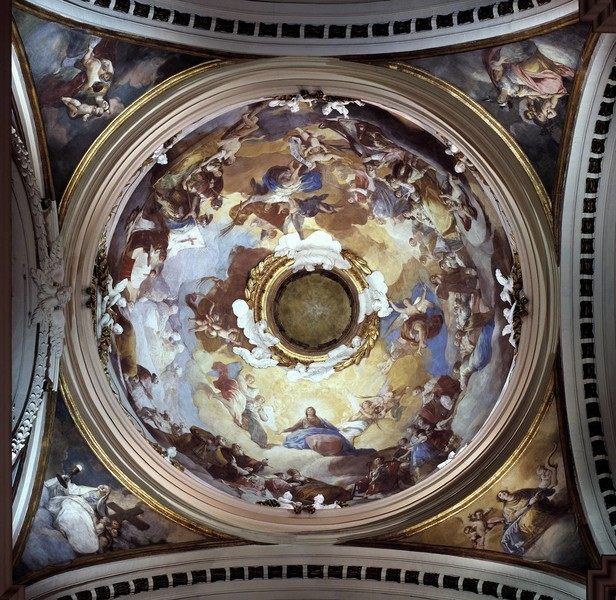
ゴヤによる天井画『殉教者の聖母』。

建物は本堂と2つの側廊のある広い長方形の形をしている。しかし全体は典型的なアラゴン風である。17世紀以降のこの地域の建築に特徴的な、大きなオクルス（ドーム最上部の明かり取り窓）によって光を取り入れている。12本の巨大な柱が本堂のヴォールトと側廊を支えている。全体は礼拝堂同様、ドームに覆われている。
バシリカ内の礼拝堂は以下のものである:
- 聖ロザリオの礼拝堂
- 聖ヨアキムの礼拝堂
- 聖ラウレンティウスの礼拝堂
- 聖ペドロ・デ・アルブエスの礼拝堂
- 聖ブラウリオ・デ・サラゴサの礼拝堂
- 聖パドヴァのアントニオの礼拝堂
- 聖ヨセフの礼拝堂
- 聖アンナの礼拝堂
- 聖ヨハネの礼拝堂

## ピラールとスペインの独自性
スペインの人々の前に初めて出現した聖母を讃えるピラールの聖母の祝日は10月12日である。これは、クリストファー・コロンブスがアメリカ大陸を発見した日付（アメリカ合衆国のコロンブス・デーおよびラテンアメリカ諸国のディア・デ・ラ・ラサ）と偶然に一致している。ラテンアメリカ諸国の全てが、15世紀に造られた聖母像に聖衣を寄贈している 。